# Samuel Helenius
Samuel Helenius, född 26 november 2002, är en finländsk-amerikansk professionell ishockeyforward som är kontrakterad till Los Angeles Kings i National Hockey League (NHL) och spelar för Ontario Reign i American Hockey League (AHL).
Han har tidigare spelat för JYP i Liiga.
Helenius draftades av Los Angeles Kings i andra rundan i 2021 års draft som 59:e spelare totalt.
Han är son till Sami Helenius.

## Statistik
| 2020–2021    | JYP               | Liiga        | 54  | 7  | 7  | 14 | 61  | — | — | — | — | —  |
| 2021–2022    | JYP               | Liiga        | 48  | 3  | 6  | 9  | 76  | — | — | — | — | —  |
|              | Ontario Reign     | AHL          | 12  | 1  | 0  | 1  | 6   | — | — | — | — | —  |
| 2022–2023    | Ontario Reign     | AHL          | 61  | 2  | 12 | 14 | 59  | — | — | — | — | —  |
| 2023–2024    | Ontario Reign     | AHL          | 69  | 8  | 11 | 19 | 53  | 8 | 0 | 1 | 1 | 14 |
| 2024–2025    | Los Angeles Kings | NHL          | 1   | 0  | 1  | 1  | 2   | — | — | — | — | —  |
|              | Ontario Reign     | AHL          | 8   | 2  | 1  | 3  | 22  | — | — | — | — | —  |
| NHL totalt   | NHL totalt        | NHL totalt   | 1   | 0  | 1  | 1  | 2   | — | — | — | — | —  |
| AHL totalt   | AHL totalt        | AHL totalt   | 150 | 13 | 24 | 37 | 140 | 8 | 0 | 1 | 1 | 14 |
| Liiga totalt | Liiga totalt      | Liiga totalt | 102 | 10 | 13 | 23 | 137 | — | — | — | — | —  |

### Internationellt
| Källa: Uppdaterad: 2024-11-10 | Källa: Uppdaterad: 2024-11-10 | Källa: Uppdaterad: 2024-11-10 |         | Utv = Utvisningsminuter | Utv = Utvisningsminuter | Utv = Utvisningsminuter | Utv = Utvisningsminuter | Utv = Utvisningsminuter |
| År                            | Lag                           | Mästerskap                    | Matcher | Mål                     | Assists                 | Poäng                   | Utv                     |                         |
| ----------------------------- | ----------------------------- | ----------------------------- | ------- | ----------------------- | ----------------------- | ----------------------- | ----------------------- | ----------------------- |
| 2021                          | Finland                       | JVM                           | 7       | 2                       | 2                       | 4                       | 18                      |                         |
| 2022                          | Finland                       | JVM                           | 6       | 1                       | 0                       | 1                       | 2                       |                         |
| Junior totalt                 | Junior totalt                 | Junior totalt                 | 13      | 3                       | 2                       | 5                       | 20                      |                         |